# Genderová digitální propast
Genderová digitální propast je formou digitální propasti a je definována rozdíly žen a mužů v přístupu k technologiím a ve vzdělávání a dovednostech souvisejících s technologiemi. V celosvětovém měřítku má sice řada žen a dívek finanční prostředky na pořízení technologií, ale chybí jim znalosti, aby tyto technologie mohly účinně využívat k posílení svého postavení. Tato propast sahá od základních znalostí až po pokročilé odborné znalosti v nejmodernějších oblastech, jako je strojové učení a analýza velkých objemů dat. Společenské normy, které určují povinnosti, role a chování očekávané od mužů a žen, omezují rovný přístup k právním a finančním institucím i možnosti vzdělávání, zejména v oblasti digitálních technologií. Zaměření se na digitální rozdíly mezi znalostmi a dovednostmi mužů a žen a minimalizace těchto rozdílů může pomoci zlepšit digitální gramotnost a zajistit, že ženám a dívkám nebudou bránit v plném využívání technologických nástrojů.

## Propast v digitálních dovednostech
Podle organizace UNESCO mají ženy a dívky o 25 % nižší pravděpodobnost než muži, že budou používat digitální technologie. Rovněž mají čtyřikrát menší šanci, že budou samostatně programovat počítač, a předpokládá se, že mají třináctkrát menší šanci, že požádají o technologický patent. Rozdíly v digitálních dovednostech mezi muži a ženami jsou výrazné v různých regionech a na různých příjmových úrovních, ale jsou obzvláště výrazné u těchto demografických skupin: 
- starších žen
- žen s nižším vzděláním
- chudých žen
- žen žijících ve venkovských oblastech nebo v rozvojových zemích.

Ženy v těchto skupinách mnohem méně často absolvují obory STEM (z anglického Science, technology, engineering, and mathematics, tedy věda, technologie, inženýrství a matematika) ve srovnání se svými mužskými protějšky. Tato propast digitálních dovedností se prolíná s širšími problémy chudoby a omezeného přístupu ke vzdělání.

## Genderová digitální propast v České republice
Digitální propast mezi muži a ženami poukazuje na problémy, s nimiž se ženy a dívky setkávají při rozvoji a využívání svých schopností v oblasti informačních technologií. Nejde jenom o digitální gramotnost, ale také o rovné digitální příležitosti. Po celém světě se téměř ve všech zemích stále nedaří dosáhnout úplné rovnosti žen a mužů v oblasti využívání ICT, digitálních kompetencí, a smysluplného zapojení žen a dívek do práce s technologií.
V České republice firmy neustále nabírají nové zaměstnance, zejména na pozice vyžadující odborné znalosti v oblasti IT. Většina zaměstnavatelů se však potýká s hledáním kvalifikovaných kandidátů na tyto pozice, zejména žen, které jsou vyloučeny z výběru.
Podle údajů Eurostatu se Česká republika řadí na jedno z posledních míst, co se týče žen pracujících v IT oborech. Ženy a dívky tvoří 51 % z více než 10 milionů obyvatel, přesto jsou ve všech oblastech práce, zejména v IT oborech, v nichž 90 % českých technologických specialistů tvoří muži, právě ženy nedostatečně zastoupeny.
České školy se potýkají s omezeným časem, prostorem a zdroji na poskytování kvalitního vzdělávání v oblasti STEM a IT. Zastaralé výukové metody spolu s omezeními učebních osnov brání snahám o adekvátní přípravu a osvědčení studentů v oblasti digitálních dovedností. Navíc méně absolventů technických vysokých škol pokračuje v dalším studiu, natož aby obsadili četná volná pracovní místa v technických oborech. Tato situace škodí zejména mladým lidem, kteří chtějí vstoupit na trh práce a přispět společnosti. Ještě větší problémy však představuje pro dívky a ženy, které při vzdělávání narážejí na strukturální a kulturní překážky, s nimiž se jejich mužské protějšky nesetkávají.
V duchu vzdělávání a posilování digitálních dovedností žen pomáhá Czechitas propojovat ženy a technologie a usilovat o lepší společnost, silnější ekonomiku a propojenější komunity. Jako organizace, komunita a hnutí chce Czechitas zajistit, aby všechny ženy v České republice mohly skutečně realizovat svůj digitální potenciál směrem ke svému profesnímu životu a osobním ambicím.

## Překonávání propasti v digitálních dovednostech
Boston Consulting Group a Aspen Institute odhadují, že do roku 2030 bude 90 % pracovních míst vyžadovat určitou úroveň informačních a komunikačních dovedností. Proto se jednotlivé země musí zabývat digitálními potřebami žen a rozvíjet jejich digitální potenciál, který může být rozhodující pro prosperující ekonomiky a společnosti.
Podle průzkumu společnosti Accenture z roku 2016 je digitální znalost klíčová pro dosažení genderové rovnosti na pracovištích, zejména pokud by vlády a firmy chtěly zvýšit míru, jakou ženy využívají technologie a mají k nim přístup. Stejný průzkum prokázal, že dobrá orientace v digitálních technologiích prospívá profesnímu rozvoji člověka. To se ukázalo jako obzvlášť platné pro kariéry žen, vzhledem k tomu, že znalost digitálních technologií umožňuje pokrok ve vzdělávání a na pracovištích. Také nabízí lepší pracovní příležitosti a větší pracovní flexibilitu, což následně pomáhá pracujícím ženám vyvážit jejich osobní a pracovní život.
Jeden z článků na stránkách Czechitas uvádí, že nedostatečné zastoupení žen v odvětví informačních technologií je významnou ztrátou pro společnosti a ekonomiky které přecházejí do digitálního prostředí. Podobně také průzkum společnosti Accenture považuje ženy za významný zdroj dosud nevyužitého talentu vzhledem k jejich nedostatečnému zastoupení na trhu práce ve většině zemí. Jejich průzkum navíc ukazuje korelaci mezi vyšší mírou digitální gramotnosti žen v některých zemích (např. Spojené státy, Nizozemsko, Austrálie, a severské státy) a vyšší mírou genderové rovnosti na pracovištích v těchto zemích, což dále poukazuje na potřebu snižovat genderovou digitální propast.
Pro vyrovnání digitální propasti mezi muži a ženami je nezbytné aktivně přijímat a udržet ženy na pozicích v oblasti informačních a komunikačních technologií na všech úrovních napříč různými odvětvími a sektory. Odstranění genderových digitálních propastí zahrnuje také zajištění toho, aby ženy a dívky měly možnost utvářet nástroje, platformy, služby a prostory, které ovlivňují jejich životy a živobytí.